# Paul-Louis Arslanian
Paul-Louis Arslanian, né en 1944, est un haut fonctionnaire français. Il dirige le Bureau d'enquêtes et d'analyses pour la sécurité de l'aviation civile entre 1990 et 2009,.

## Biographie
Paul-Louis Arslanian est diplômé de l'École polytechnique (X 65) et de l'École nationale de l'aviation civile (IAC 70).
Il commence sa carrière au cabinet de Robert Galley, ministre des transports, intègre la direction des programmes de la DGAC, puis l'Inspection générale de l'aviation civile et de la météorologie (IGACEM). Il devient directeur du Bureau d'enquêtes et d'analyses pour la sécurité de l'aviation civile (BEA) en 1990, succédant à Robert Davidson dont il était alors l'adjoint depuis janvier 1986.
À la tête du BEA, il est amené à défendre l'indépendance, la compétence ou la transparence de ce bureau qui sont mises en cause lors de plusieurs enquêtes sur des accidents : crash du Concorde en juillet 2000,, accident du vol AF-447 Rio-Paris,,. En 2006, il met en garde la communauté aéronautique internationale sur les risques sécuritaires qu'entraine la pratique des pavillons de complaisance aériens.
Il occupe ce poste jusqu'en octobre 2009, date à laquelle il est remplacé par Jean-Paul Troadec.

## Distinctions

### Décoration
- Officier de la Légion d'honneur[11]

### Prix
La Flight Safety Foundation lui décerne le FSF-Boeing Aviation Safety Lifetime Achievement Award en 2011.